# Graphogaster fuscisquamis
Graphogaster fuscisquamis là một loài ruồi trong họ Tachinidae.